# کوهاست بیچ (واشینگتن)
کوهاست بیچ (به انگلیسی: Cohassett Beach) یک منطقهٔ مسکونی در ایالات متحده آمریکا است که در شهرستان گریز هاربر، واشینگتن واقع شده‌است. کوهاست بیچ ۳٫۳ کیلومتر مربع مساحت و ۷۲۲ نفر جمعیت دارد و ۸ متر بالاتر از سطح دریا واقع شده‌است.